# Xã Menominee, Michigan
Xã Menominee (tiếng Anh: Menominee Township) là một xã thuộc quận Menominee, tiểu bang Michigan, Hoa Kỳ. Năm 2010, dân số của xã này là 3.488 người.